# Dżabir Muhammad Dżabir
Dżabir Muhammad Dżabir (arab. جابر محمد جابر; ur. 25 października 1946) – egipski zapaśnik walczący w obu stylach. Olimpijczyk z Monachium 1972, gdzie zajął 22. miejsce w wadze lekkiej do 68 kg, w stylu klasycznym.
Zajął czwarte miejsce na igrzyskach śródziemnomorskich w 1975. Triumfator mistrzostw Afryki w 1969 i 1971 roku.